# Scopula undularia
Scopula undularia är en fjärilsart som beskrevs av Hellweger 1914. Scopula undularia ingår i släktet Scopula och familjen mätare. Inga underarter finns listade.